# Porcellio gigliotosi
Porcellio gigliotosi är en kräftdjursart som beskrevs av Arcangeli1927. Porcellio gigliotosi ingår i släktet Porcellio och familjen Porcellionidae. Inga underarter finns listade i Catalogue of Life.